# Weberwiese (metropolitana di Berlino)
La stazione di Weberwiese è una stazione della metropolitana di Berlino, sulla linea U5.